# Visočica (planina u BiH)
Visočica je planina u Bosni i Hercegovini, južno od Bjelašnice, najvišeg vrha Džamija 1967 m. Na sjevernom dijelu pretežno se nalaze planinski pašnjaci, dok je južni dio obrastao šumom.
Visočica čini prirodnu granicu između središnje Bosne i Gornje Hercegovine.
Rijeka Kalinovička Ljuta je s istočne strane odvaja od Treskavice, rijeka Neretva odvaja ju od Prenja s juga i jugozapada, a sa zapada i sjevera kanjon rijeke Rakitnice od Bjelašnice.
Zemljopisnim oblikom je visoravan koja se od sjevera s 1400 metara nadmorske visine blago spušta ka jugu. Relativno je bezvodna, ali među kamenim liticama je Veliko jezero. Ljeljen je greben na sredini planine pravca sjeverozapad – jugoistok. Na njemu je najviši vrh planine Džamija (1967 mnm). Ostali viši vrhovi su Veliki Ljeljen (1963 mnm), Mali Ljeljen, Vito (1960 mnm), Subar, Veliko brdo, Drstva i Puzim.
Na nadmorskoj visini od 1691 m kod Velikog jezera nalazi se nekropola Poljice s 49 stećaka (33 ploče, 10 sanduka i 6 sljemenjaka) koja je proglašena nacionalnim spomenikom Bosne i Hercegovine.
Na Visočici se nalaze naselja hrvatskih planištara koja datiraju od predturskih vremena i koja su još onda imala svog kapelana. To su bili planištari iz Donje Hercegovine koji su živjeli i od Gornje Hercegovine. Visočica je bila u vlasništvu humnjačkih Hrvata. Imali su posjede na koje su izlazili ljeti sa svojom stokom, a vremenom su brojne obitelji ostajali i zimi te su nastala katunska naselja i poslije i cijele obiteljske kuće.
Sela su na velikim nadmorskim visinama. Na nadmorskoj visini od 1150 m do 1300 m sa sjeverne strane su planinska sela Bobovica, Ozimine, Đulbašići, Pervizi (Donja Tušila) i Sinanovići (Gornja Tušila ), sasvim uništena u velikosrpskoj agresiji 1991. – 1995. god., a danas obnovljena. Na južnim su obroncima na nadmorskoj visini od 950 m do 1150 m planinska sela kao Luka, Ježeprasina, Odžaci (Bjelimići), Gradeljina, Svijenča, Argud i jugozapadno Dužani, Blaca, Dudle, Grušća i Prebilje.
Pristup svim vrhovima još uvijek nije siguran zbog ratnih djelovanja. Planinarima privlačni vrh Puzin (1776 m) sa strmim liticama nije preporučljiv, jer oko njega još je minirano.

## Vanjske poveznice
- Planina Visočica  Arhivirana inačica izvorne stranice od 21. veljače 2015. (Wayback Machine) (PD »Treskavica« Sarajevo, objavljeno 9. veljače 2010., pristupljeno 21. veljače 2015.)
- »Visočica«, serijal Vrhovi Balkana, Al Jazeera Balkans, 19. 11. 2020. (YouTube)